# 什克洛夫

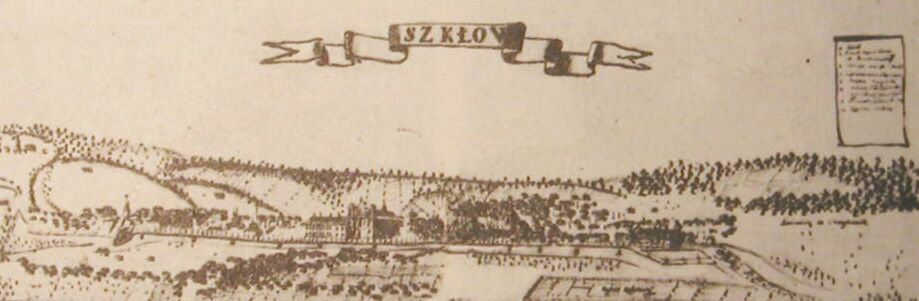

什克洛夫（羅馬化：Škloŭ，羅馬化：Shklov）是白俄羅斯莫吉廖夫州什克洛夫區内的城市及该区的行政中心，該市位於州府莫吉廖夫以北35公里的第聶伯河的右岸，面積10.7平方公里，2011年人口16,309。第二次世界大戰期間，納粹德國在1941年7月12日至1944年6月27日佔領該鎮。